# Saori Yano
Saori Yano (矢野沙織) est une saxophoniste japonaise, née le 27 octobre 1986 à Tokyo, Japon.

## Discographie
- 25/09/2003 : Yano Saori
- 26/05/2004 : 02
- 23/03/2005 : Sakura Stamp
- 23/11/2005 : Parker's Mood
- 18/10/2006 : Groovin' High
- 20/06/2007 : Best
- 21/11/2007 : Little Tiny
- 03/12/2008 : Gloomy Sunday
- 20/01/2010 : Bebop at the Savoy